# Rewa
Rewa este un râu cu lungimea de ca. 145 km, de pe insula Fiji el își are izvorul la altitudinea de 1300 m deasupra n.m. în munții Tomanivi, traversează orașul Nausori și se varsă în Pacific.